# Manoir de la Miltière
Le manoir de la Miltière est un manoir situé à Montlouis-sur-Loire (Indre-et-Loire) et classé aux monuments historiques en 1973.

## Historique
Le fief relève anciennement du Plessis-lèz-Tours et, pour une partie, du château d'Amboise. Vers 1566, Martin Conseil, écuyer, seigneur du fief Pellu, le cède à Marie Gaudin, veuve de Philibert Babou. 
En 1629, les héritiers de Saladin d'Anglure le vendent à Jeanne Hennequin, épouse de Gilbert Filhet de La Curée. Ce domaine a fait partie du marquisat de La Bourdaisière, érigé en juin 1717 en faveur de Philippe de Courcillon, marquis de Dangeau. 
En 1813, il est la propriété de Martin-Chauveau, ancien régisseur du domaine de Chanteloup. 